# Eulomalus seitzi
Eulomalus seitzi är en skalbaggsart som beskrevs av Cooman 1941. Eulomalus seitzi ingår i släktet Eulomalus och familjen stumpbaggar. Inga underarter finns listade i Catalogue of Life.